# Giuseppe Occhialini

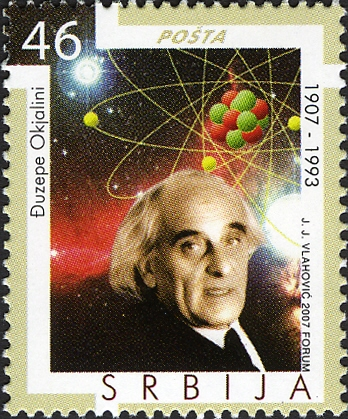
Servische postzegel

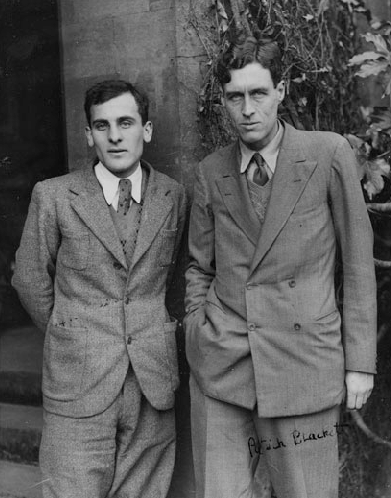
Giuseppe ("Beppo") P.S. Occhialini (1907–1993) en Patrick M.S. Blackett (1897-1974) in 1932 of 1933.

Giuseppe Paola Stanislao (Beppo) Occhialini (Fossombrone, 5 december 1907 – Parijs, 30 december 1993) was een Italiaans natuurkundige. Samen met César Lattes, Hugh Muirhead en Cecil Powell droeg hij in 1947 bij aan de ontdekking van het pionverval.

## Biografie
Giuseppes vader was de natuurkundige Raffaele Augusto Occhialini (1878-1951), pionier op het gebied van spectroscopie en de elektronicatheorie. In 1929 studeerde Occhialini af in Florence. In 1931 kwam hij terecht op het Cavendish Laboratory in Cambridge. Samenwerkend met de experimenteel natuurkundige Patrick Blackett bevestigden ze met behulp van een aangepast Wilsonvat het bestaan van het positron aan in kosmische straling. En samen met Blackett en James Chadwick nam hij in 1934 het effect waar van paarvorming.
Van 1937 tot 1944 werkte hij – op uitnodiging van Gleb Wataghin – aan het natuurkundig instituut van São Paulo in Brazilië. Na de oorlog werkte hij in Bristol. In 1947 was hij samen met Lattes, Muirhead en Powell werkzaam aan het H.H. Wills Physical Laboratory van de Universiteit van Bristol. Via fotografische kernonderzoekmethodes werd uit kosmische stralen iets opmerkelijks gevonden: een meson die uiteenviel in een ander type meson. Het eerste werd pi-meson (pion) genoemd en het tweede mu-meson. Het (niet-stabiele) pion bleek hetzelfde ontbrekende deeltje te zijn die twaalf jaar eerder door de Japanse fysicus Hideki Yukawa was voorspeld. Occhialini’s werk kreeg internationale bekendheid toen Powell in 1950 de Nobelprijs won voor de ontdekking van het pion en het verklaren van het pionverval.
Aansluitend keerde hij terug naar Italië, doceerde in Genua (1950) en daarna in Milaan (1952) als hoogleraar Advanced Physics. Later met de opkomst van deeltjesversnellers verkende Occhialini dit nieuwe onderzoeksterrein. Ook droeg hij buitengewone bijdragen bij aan de ruimtefysica en was betrokken bij de oprichting van Europese Ruimtevaartorganisatie ESA. In 1979 werd hij onderscheiden met de Wolfprijs voor de natuurkunde.
Ter ere van hem werd in 1996 na de lancering de Italiaanse-Nederlandse-Europese röntgensatelliet SAX hernoemd tot BeppoSax.